# Осама (лунный кратер)
Кратер Осама (лат. Osama) — крохотный кратер в Озере Счастья на видимой стороне Луны. Название дано по арабскому мужскому имени и утверждено Международным астрономическим союзом в 1976 г.

## Описание кратера

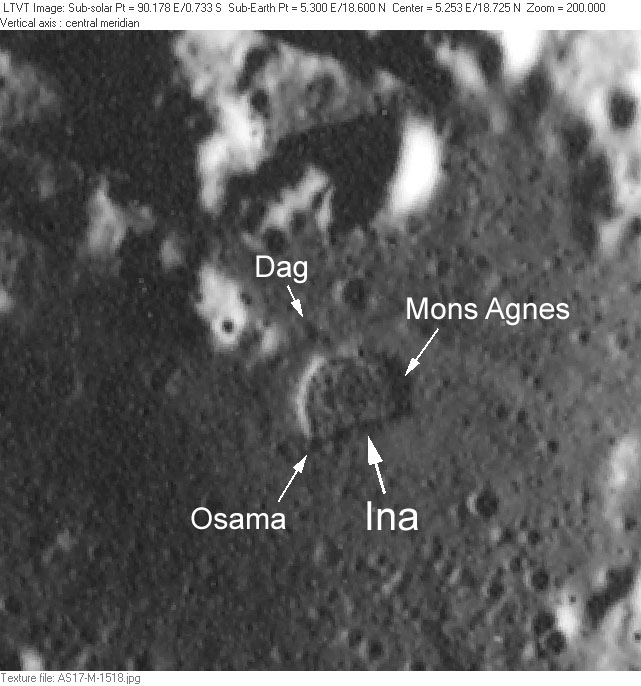
Кратер Осама и близлежащие объекты (снимок c борта Аполлон-17).

Кратер Осама является незначительным понижением местности и примыкает к юго-западной части кратера Ина.  В западной части его чаши находится ещё меньший кратер, в северной части вала расположена область с высоким альбедо. На севере от кратера Осама расположен кратер Даг, на востоке-северо-востоке (в восточной части кратера Ина) — пик Агнесс. 
Селенографические координаты центра кратера 18°37′ с. ш. 5°16′ в. д. / 18,61° с. ш. 5,27° в. д., диаметр 0,42 км, глубина 69 метров.

## Сателлитные кратеры
Отсутствуют.